# ОШ „Иван Горан Ковачић” Сонта
ОШ „Иван Горан Ковачић” је једна од основних школа на подручју општине Апатин, Западнобачком округу. Смјештена је на адреси Војвођанска 58, Сонта. Име је добила по Ивану Горану Ковачићу хрватском и југословенском пјеснику, приповједачу, есејисти, критичару, партизану и учеснику Народноослободилачке борбе.

## Историјат
Основна школа у Сонти појављује се још у 18. вијеку. Према неким подацима, прва школа је саграђена 1779. године. Као и све школе у то време, била је својина цркве и трајала је четири године. Школа је тада имала три учионице. Како у то време није била обавезна, похађало ју је свега 25 – 30% деце дорасле за школу, од чега мањи број дјевојчица. Већина ђака је после другог разреда напуштала школу. Почетком 20. вијека уведено је шестогодишње школовање које такође није било обавезно. Школа је радила у две смене, с тим што су четвртак и субота били посвећени искључиво верској настави. Од 1920. године настава у школи се изводи на српском, њемачком и мађарском језику. Поред тога, од 1920. године при школи ради "Шегртска школа" у којој је школовање трајало две до три године, а постојала је све до 1956. године. Школа свој рад није прекидала ни за вријеме Другог светског рата. По завршетку рата уведено је обавезно седмогодишње школовање, за дјецу од 7 до 14 година. У то вријеме школовањем је било обухваћено око 70% деце. Данашњи назив "Иван Горан Ковачић" школа добија 1957. године, а 21. марта (дан када је рођен Иван Горан Ковачић) слави се као Дан школе. Како се настава изводила у три старе зграде, адаптиране за ту намјену, 1961. године школа добија нову зграду у којој се и данас великим дијелом изводи настава. Крајем 80-их година 20. вијека, тада постојећој згради је дограђен нови дио, са савремно опремљеним кабинетима за физику, хемију и биологију. Поред ових учионица, у нови дио зграде смјештена је богато опремљена библиотека, зборница и канцеларија директора школе.